# The Gerogerigegege
The Gerogerigegege (ザ・ゲロゲリゲゲゲ (za ɡeɾo ɡeɾi ɡeɡeɡe?)) è un gruppo musicale giapponese. Lo stile sperimentale ed eterogeneo del gruppo spazia dal Japanoise, al punk rock, all'ambient, ricorrendo spesso all'uso di campionamenti di persone intente a compiere atti sessuali di sorta o defecare. Il loro nome, oltre che derivare dai termini giapponesi che indicano la diarrea e il vomito, è un'espressione onomatopeica che esprime disgusto.

## Storia
I Gerogerigegege vennero fondati da Juntaro Yamanouchi nel 1985. Si esibirono per la prima volta all'università di Waseda. La band fece parlare di sé anche grazie agli atti osceni che compiva il loro membro Tetsuya Endoh nel corso dei loro concerti, spesso tenuti nei club sadomasochistici. Nonostante il loro repertorio intenzionalmente volgare e le pubblicazioni uscite in edizione limitata, i Gerogerigegege si guadagnarono un seguito di culto nei circoli musicali alternativi, venendo considerati tra i maggiori nomi del Japanoise al pari di Merzbow e Masonna. Nel 1987 Yamanouchi inaugurò la sua etichetta Vis a Vis. Nel 1989, poco dopo la morte di Hirohito, pubblicarono Showa, dove si possono sentire l'inno nazionale giapponese e individui che compiono atti sessuali. Venne pubblicata anche un'edizione alternativa dell'album con il titolo Britzkrieg '75 (Demo Tracks), fatta passare per un bootleg dei Ramones. Uno dei loro album più noti è il live Tokyo Anal Dynamite, le cui 75 tracce spaziano dal noisecore, al noise e all'hardcore punk. Nel 2001 interruppero la loro attività. I Gerogerigegege ricominciarono a esibirsi a partire dal 2013.

## Formazione

### Membri attuali
- Juntaro Yamanouchi – produzione, strumenti musicali elettronici

### Ex membri
- Tetsuya Endoh – esibizioni sessuali
- Toshinori Fukuda – batteria
- Hironao Komaki – chitarra

## Discografia

### Album in studio
- 1985 – Studio and Live (come The Gero-P)
- 1985 – The Gerogerigegege
- 1985 – Senzuri Champion
- 1990 – Showa
- 1991 – Senzuri Power Up
- 1992 – 45RPM Performance
- 1993 – Hotel Ultra
- 1993 – Nothing to Hear, Nothing to... 1985
- 1994 – Endless Humiliation
- 1994 – Instruments Disorder
- 1995 – Piano River
- 1999 – Hell Driver
- 1999 – None Friendly
- 1999 – RRRecycled Music
- 2001 – Saturday Night Big Cock Salaryman
- 2016 – 燃えない灰 (Moenai Hai)
- 2019 – Uguisudani Apocalypse
- 2020 – Piss Shower Girlfriend
- 2020 – >(decrescendo)
- 2021 – 直美のオナニーと若草寮案内 RE-ISSUE
- 2022 – >(decrescendo) Final Chapter

### Album dal vivo
- 1990 – Tokyo Anal Dynamite
- 1991 – Live Greatest Hits
- 1996 – Mort Douce Live